# Hedruris
Hedruris ist eine  Gattung der Rollschwänze mit 20 Arten. Sie ist die einzige Gattung der Hedrurinae und diese die einzige Unterfamilie der Hedruridae. Sie sind Parasiten bei Amphibien und Reptilien.

## Merkmale
Hedruris hat die Merkmale der Habronematoidea. Sie haben mediane Lippen (bauch- und rückenseitig), die sich über die seitlichen Pseudolippen hinaus erstrecken. Auf letzteren liegen die Kopfpapillen. Der Ösophagus ist einfach gebaut. Der Schwanz der Weibchen ist als Anheftungsorgan modifiziert.

## Systematik
Das Interim Register of Marine and Nonmarine Genera und Hodda (2022) weisen folgende Arten aus:
- Hedruris androphora Nitzsch, 1821
- Hedruris bifida Rossin & Timi, 2016
- Hedruris bryttosi Yamaguti, 1935
- Hedruris dratini Palumbo, Servian, Sanchez & Diaz, 2019
- Hedruris hanleyae Bursey & Goldberg, 2000
- Hedruris hylae Johnston & Mawson, 1941
- Hedruris longispicula Thomas, 1959
- Hedruris lutjanenses Ramadan, Awad & Taha, 2014
- Hedruris minuta Andrews, 1974
- Hedruris miyakoensis Hasegawa, 1989
- Hedruris moniezi Ibanez-H & Cordova-B, 1979
- Hedruris orestiae Moniez, 1889
- Hedruris pendula Leidy, 1851
- Hedruris siredonis Baird, 1858
- Hedruris spinigera Baylis, 1931
- Hedruris transvaalensis Baker, 1982
- Hedruris wogwogensis Jones & Renasco, 2016

Synonyme sind Hedruis Schneider, 1866, Heteroura von Siebold, 1836, Heterura von Siebold, 1836, Symplecta Carus, 1863 und Synplecta Leidy, 1851